# Kiskunlacháza
Kiskunlacháza är en ort i Ungern.   Den ligger i provinsen Pest, i den centrala delen av landet, 30 km söder om huvudstaden Budapest. Kiskunlacháza ligger 97 meter över havet och antalet invånare är 8 980.
Terrängen runt Kiskunlacháza är mycket platt. Runt Kiskunlacháza är det ganska tätbefolkat, med 83 invånare per kvadratkilometer. Närmaste större samhälle är Szigetszentmiklós, 17,4 km norr om Kiskunlacháza. Trakten runt Kiskunlacháza består till största delen av jordbruksmark.